# نیلس تورکیل روسینگ
نیلس تورکیل روسینگ (دانمارکی: Niels Thorkild Rovsing؛ ‏ ۲۶ آوریل ۱۸۶۲ – ۱۴ ژانویهٔ ۱۹۲۷) جراح، استاد دانشگاه و سیاستمدار اهل دانمارک بود که امروزه نامش به واسطه تشریح نشانه روزینگ در یادها مانده است. او در سن ۲۳ سالگی پزشک شد و از سال ۱۸۹۹ استاد جراحی دانشگاه کپنهاگ بود. در سال ۱۹۰۵، کمپین او برای ایجاد امکانات بهتر جراحی در کپنهاگ منجر به شروع ساخت ریگ‌شواسپیتال شد که در سال ۱۹۱۰ افتتاح گردید. وی بر روی درمان بیماری‌های شکمی از جمله عفونت ادراری، سل دستگاه ادراری، سنگ کیسه صفرا و آپاندیسیت متمرکز بود و بیش از ۲۰۰ مقاله علمی منتشر کرد. او در سال ۱۹۰۸ انجمن جراحی دانمارک را با همکاری «آیلرت چرنینگ» تأسیس کرد. او به سبب عوارض پرتودرمانی برای سرطان حنجره در اوایل سال ۱۹۲۷ درگذشت.